# James McDaniel
James McDaniel (Washington, 25 marzo 1958) è un attore statunitense.
È noto principalmente per il ruolo del tenente Arthur Fancy, interpretato in 145 episodi della nota serie televisiva NYPD - New York Police Department, di cui ha diretto un episodio in veste di regista. Ha lavorato anche con Spike Lee, interpretando il ruolo di Fratello Earl in Malcolm X (1992).

## Filmografia parziale

### Cinema
- Banzaï, regia di Claude Zidi (1983)
- Alice,  regia di Woody Allen (1990)
- Malcolm X, regia di Spike Lee (1992)

### Televisione
- Crime Story – serie TV, 2 episodi (1988)
- NYPD - New York Police Department (NYPD Blue) – serie TV, 145 episodi (1993-2001)
- Out of Time, regia di Ernest Thompson – film TV (2000)
- Taken – serie TV (2002)
- Life as We Know It – serie TV, 5 episodi (2005)
- Conviction – serie TV, episodio 1x13 (2006)
- Sfilata con delitto (Hostile Makeover), regia di Jerry Ciccoritti – film TV (2009)
- Il mistero dei capelli scomparsi (Killer Hair), regia di Jerry Ciccoritti – film TV (2009)
- Detroit 1-8-7 – serie TV (2010- in corso)
- The Following – serie TV, 2 episodi (2014)
- For Life – serie TV (2020-2021)
- Daily Alaskan (Alaska Daily) – serie TV, episodi 1x01-1x05 (2022)

## Doppiatori italiani
Nelle versioni in italiano dei suoi film, James McDaniel è stato doppiato da:
- Roberto Draghetti in The Good Wife (ep. 1x14), The Night Shift, Forever
- Eugenio Marinelli in NYPD - New York Police Department, Orange is the New Black
- Stefano Mondini in Taken, Sleepy Hollow
- Pierluigi Astore in The Following, Limitless
- Angelo Nicotra in Law & Order - I due volti della giustizia, The Deuce - La via del porno
- Dario Oppido in Chicago PD, Whiskey Cavalier
- Lorenzo Macrì ne La costa del sole
- Sergio Di Stefano in Law & Order - Unità vittime speciali
- Simone Mori in Life as We Know It
- Alessandro Ballico in Un principe in giacca e cravatta
- Luca Biagini in Stargate SG-1
- Francesco Pannofino in Las Vegas
- Saverio Moriones in Numb3rs
- Gino Manfredi in The Good Wife (ep. 5x16, 5x19)
- Massimo Corvo in Detroit 1-8-7
- Paolo Marchese in NCIS: New Orleans
- Mario Bombardieri in Madam Secretary
- Ambrogio Colombo in Daily Alaskan